# Mours-Saint-Eusèbe
Mours-Saint-Eusèbe est une commune française située dans le département de la Drôme, en région Auvergne-Rhône-Alpes.
Ses habitants sont dénommés les Moursois.

## Géographie
Mours-Saint-Eusèbe est limitrophe de la ville de Romans-sur-Isère (chef-lieu de canton). La commune se trouve à 23 km de Valence, à 80 km de Grenoble, à 106 km de Lyon.

### Relief et géologie
Sites particuliers :

### Climat
Pour des articles plus généraux, voir Climat d'Auvergne-Rhône-Alpes et Climat de la Drôme.
En 2010, le climat de la commune est de type climat du Bassin du Sud-Ouest, selon une étude du Centre national de la recherche scientifique s'appuyant sur une série de données couvrant la période 1971-2000. En 2020, Météo-France publie une typologie des climats de la France métropolitaine dans laquelle la commune est exposée à un climat de montagne ou de marges de montagne et est dans la région climatique  Moyenne vallée du Rhône, caractérisée par un bon ensoleillement en été (fraction d’insolation > 60 %), une forte amplitude thermique annuelle (4 à 20 °C), un air sec en toutes saisons, orageux en été, des vents forts (mistral), une pluviométrie élevée en automne (250 à 300 mm).
Pour la période 1971-2000, la température annuelle moyenne est de 12,5 °C, avec une amplitude thermique annuelle de 17,8 °C. Le cumul annuel moyen de précipitations est de 885 mm, avec 8 jours de précipitations en janvier et 5,4 jours en juillet. Pour la période 1991-2020, la température moyenne annuelle observée sur la station météorologique de Météo-France la plus proche, « Romans_sapc », sur la commune de Romans-sur-Isère à 3 km à vol d'oiseau, est de 13,1 °C et le cumul annuel moyen de précipitations est de 876,7 mm,. Pour l'avenir, les paramètres climatiques de la commune estimés pour 2050 selon différents scénarios d'émission de gaz à effet de serre sont consultables sur un site dédié publié par Météo-France en novembre 2022.
| Mois                                  | jan.           | fév.           | mars            | avril         | mai           | juin           | jui.          | août           | sep.           | oct.          | nov.            | déc.          | année      |
| ------------------------------------- | -------------- | -------------- | --------------- | ------------- | ------------- | -------------- | ------------- | -------------- | -------------- | ------------- | --------------- | ------------- | ---------- |
| Température minimale moyenne (°C)     | 0,8            | 0,9            | 3,5             | 6,2           | 10,3          | 13,7           | 15,4          | 15,1           | 11,7           | 8,8           | 4,4             | 1,5           | 7,7        |
| Température moyenne (°C)              | 4,4            | 5,4            | 9,1             | 12,2          | 16,3          | 20,2           | 22,3          | 22,1           | 17,9           | 13,7          | 8,4             | 5             | 13,1       |
| Température maximale moyenne (°C)     | 8,1            | 9,9            | 14,7            | 18,2          | 22,4          | 26,6           | 29,3          | 29             | 24             | 18,7          | 12,4            | 8,4           | 18,5       |
| Record de froid (°C) date du record   | −13,2 11.01.10 | −10,3 05.02.12 | −11,2 02.03.05  | −6,5 08.04.21 | 0,9 07.05.19  | 5,3 21.06.1992 | 7,1 13.07.00  | 5,1 30.08.1998 | 1,7 30.09.1995 | −4,2 26.10.03 | −9,1 23.11.1998 | −12 30.12.05  | −13,2 2010 |
| Record de chaleur (°C) date du record | 22,1 10.01.15  | 22,2 23.02.20  | 25,9 25.03.1994 | 30,1 21.04.18 | 34,5 21.05.22 | 39,5 27.06.19  | 41,1 24.07.19 | 40,8 22.08.23  | 35 16.09.19    | 30 10.10.23   | 23,8 11.11.1995 | 18,6 17.12.19 | 41,1 2019  |
| Précipitations (mm)                   | 52,3           | 41,8           | 51,5            | 72,9          | 83,7          | 66,1           | 59            | 68,8           | 104,4          | 115,8         | 106             | 54,4          | 876,7      |

## Urbanisme

### Typologie
Au 1er janvier 2024, Mours-Saint-Eusèbe est catégorisée ceinture urbaine, selon la nouvelle grille communale de densité à 7 niveaux définie par l'Insee en 2022.
Elle appartient à l'unité urbaine de Romans-sur-Isère, une agglomération intra-départementale dont elle est une commune de la banlieue,. Par ailleurs la commune fait partie de l'aire d'attraction de Romans-sur-Isère, dont elle est une commune de la couronne,. Cette aire, qui regroupe 30 communes, est catégorisée dans les aires de 50 000 à moins de 200 000 habitants,.

### Occupation des sols
L'occupation des sols de la commune, telle qu'elle ressort de la base de données européenne d’occupation biophysique des sols Corine Land Cover (CLC), est marquée par l'importance des territoires agricoles (46,5 % en 2018), en diminution par rapport à 1990 (64,6 %). La répartition détaillée en 2018 est la suivante : 
zones urbanisées (34,8 %), terres arables (32,5 %), zones agricoles hétérogènes (13,4 %), forêts (11,3 %), zones industrielles ou commerciales et réseaux de communication (7,5 %), prairies (0,6 %). L'évolution de l’occupation des sols de la commune et de ses infrastructures peut être observée sur les différentes représentations cartographiques du territoire : la carte de Cassini (XVIIIe siècle), la carte d'état-major (1820-1866) et les cartes ou photos aériennes de l'IGN pour la période actuelle (1950 à aujourd'hui).

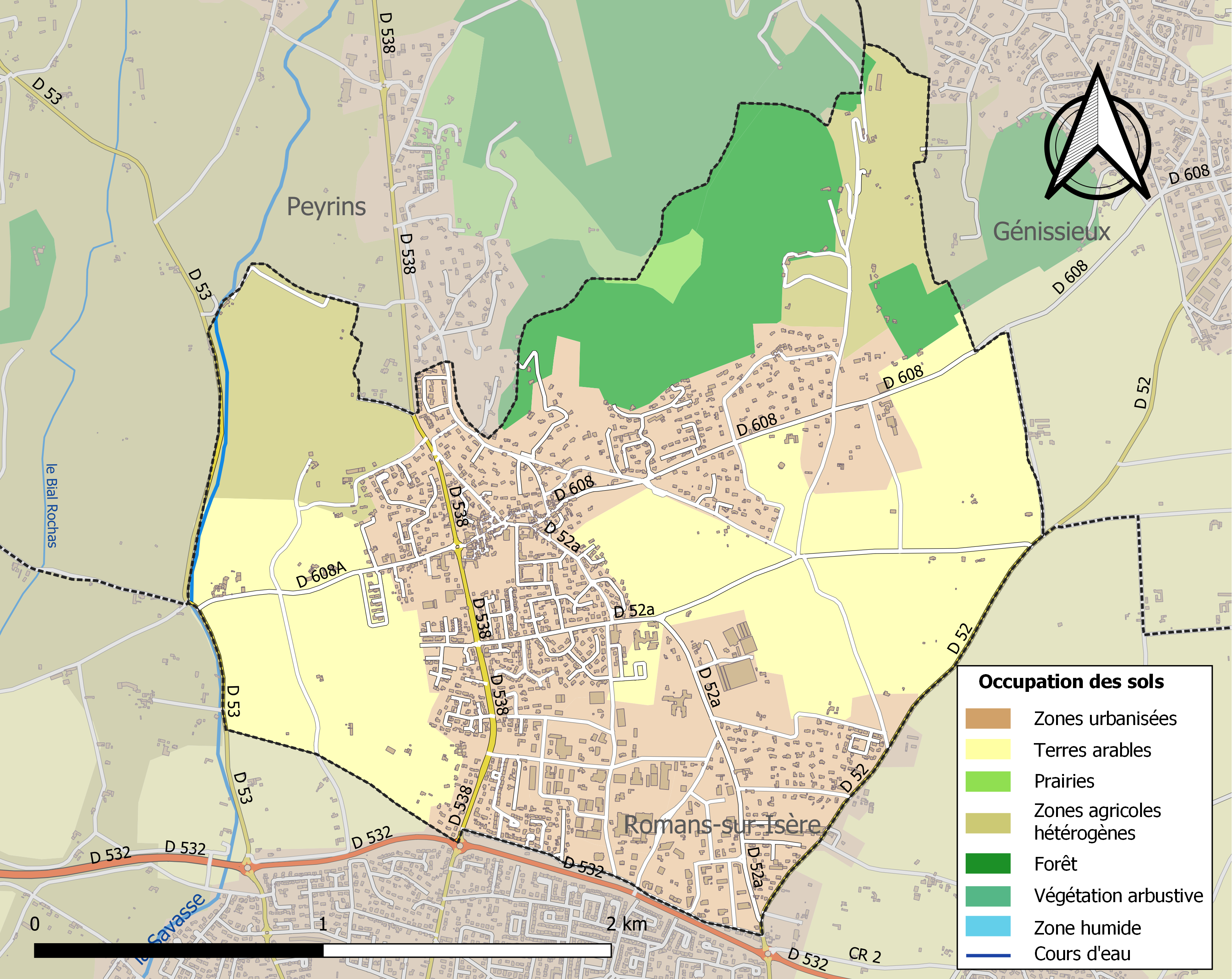
Carte des infrastructures et de l'occupation des sols de la commune en 2018 (CLC).

### Morphologie urbaine

#### Quartiers, hameaux et lieux-dits
Site Géoportail (carte IGN) :
- Chalaire
- le Roulet
- les Armanières
- les Bornes
- les Bouchardières
- les Clapiers
- les Collères
- les Fourneaux
- les Gordets et Mondrions
- les Guillauds
- les Guinches
- les Perrières
- les Revols
- les Sabots et Rosettes
- les Vallettes
- Rochas et Rosettes
- Tancoa

Anciens quartiers, hameaux et lieux-dits :
- l'Amanière est un quartier attesté en 1891. Il était dénommé Larmanera en 1514 (archives de la Drôme, E 1855)[14].

## Toponymie

### Attestations
Dictionnaire topographique du département de la Drôme :
- 937 : villa Arratica (cartulaire de Romans, 133).
- 1097 : mention de la paroisse : ecclesia de Moderatico, quod est Murs (cartulaire de Romans, 169).
- 1100 : mention de l'église Notre-Dame : ecclesia Sancte Marie de Erratica (cartulaire de Romans, 200).
- 1155 : Mors (cartulaire de Romans, 300).
- 1385 : Mors supra Peyrinum (archives de la Drôme, E 46).
- XVe siècle : mention de la paroisse : capella de Mors (pouillé de Vienne).
- 1521 : mention de la paroisse : ecclesia de Mours (pouillé de Vienne).
- 1542 : Mours près Romans (archives de la Drôme, E 1858).
- 1572 : mentions des seigneurs des Tours de Mours (archives de la Drôme, E 1861).
- 1891 : Mours, commune du canton de Romans.

(non daté)[réf. nécessaire] : Mours-Saint-Eusèbe.

### Étymologie
Mours
Du germanique muor « marais, tourbière »[réf. nécessaire].
Saint-Eusèbe
La chapelle ruinée de Saint-Eusèbe est sur la commune de Peyrins. La commune de Mours-Saint-Eusèbe faisait partie de celle de Peyrins avant 1880.

## Histoire

### Préhistoire et protohistoire

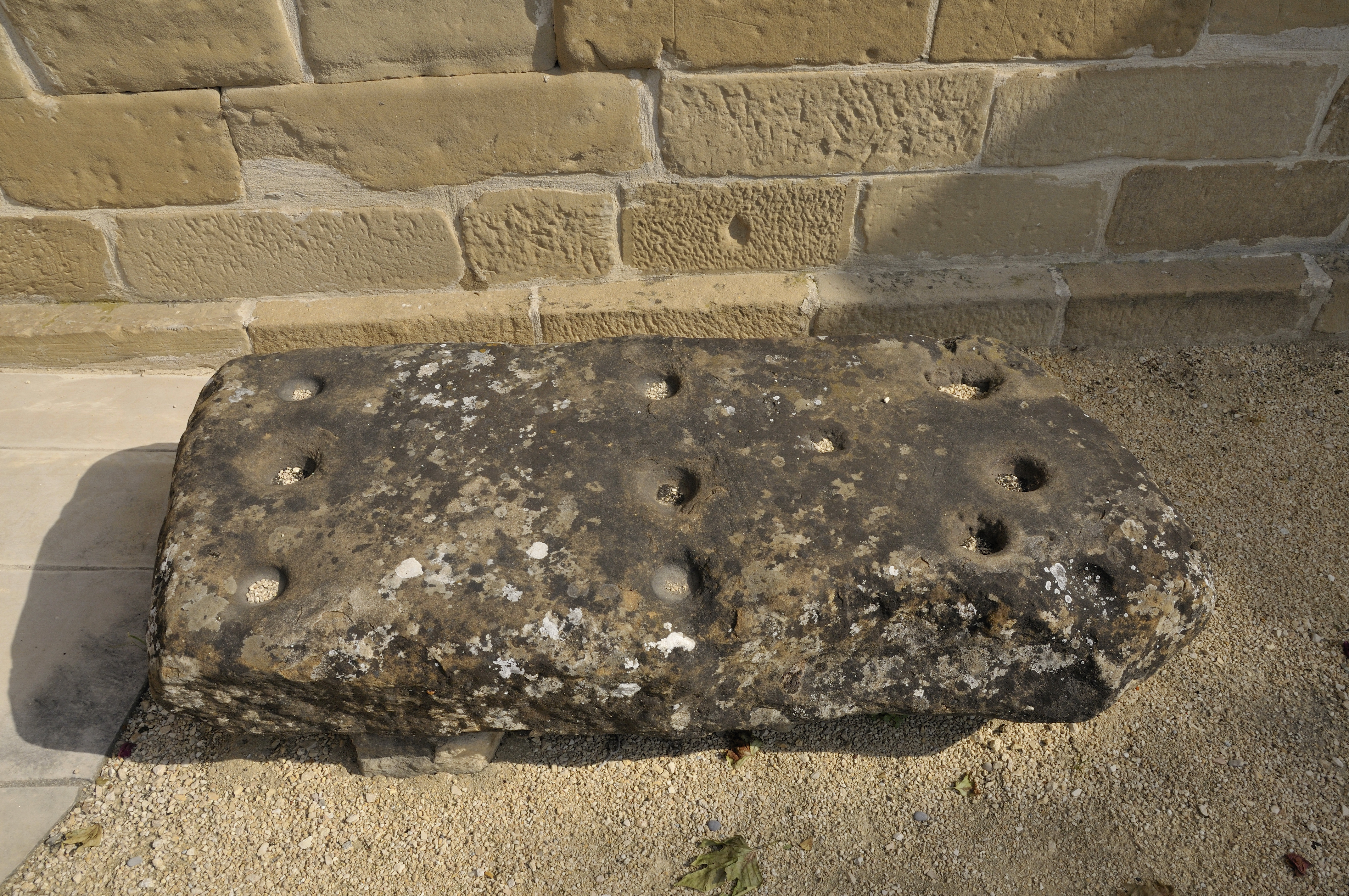
pierre à cupules

- Abri sépulcral et mobilier funéraire du chalcolithique[17].
- Pierre à cupules[réf. nécessaire].

### Du Moyen Âge à la Révolution
La seigneurie :
- Au point de vue féodal, la terre (ou seigneurie) de Mours est partagée entre le pouvoir temporel des dauphins et le pouvoir spirituel des religieux de Romans[17].
- Mours faisait partie du mandement de Peyrins[15].
- Milieu XVIe siècle : certains droits seigneuriaux sont aliénés aux Vallin qui s'intitulaient encore seigneurs des Tours de Mours en 1572[15].

1725 (démographie) : 78 hommes, 78 femmes, 31 garçons, 38 filles, 22 veufs, 9 domestiques.
Avant 1790, Mours était une paroisse du diocèse de Vienne et de la communauté de Peyrins, dont l'église était sous le vocable de Notre-Dame et dont les dîmes appartenaient au chapitre de Romans qui présentait à la cure.

#### La légende de saint Eusèbe
Chaque année, à la veille de la Saint-Jean, les sorciers de la région arrivaient à Mours sur leurs balais. Leur grand-maître, qui présidait sous la forme d'un bouc, faisait prêter serment à tous les participants de tuer et faire le mal en usant de tous leurs maléfices. Eusèbe aurait réussi à lutter contre ces sorciers. Il est toujours invoqué contre les puissances maléfiques[réf. nécessaire].

### De la Révolution à nos jours
En 1790, Mours devient une section de la commune de Peyrins, de laquelle elle a été séparée, le 12 avril 1880, pour former une commune distincte du canton de Romans.

## Politique et administration

### Liste des maires
| Période                                                | Période  | Identité                               | Étiquette        | Qualité  |
| ------------------------------------------------------ | -------- | -------------------------------------- | ---------------- | -------- |
| Les données manquantes sont à compléter. : depuis 1880 |          |                                        |                  |          |
| 1880 (29 mai)                                          | 1902     | Elisée Monteil                         |                  |          |
| 1902 (élect. partielle ?)                              | 1909     | Jean Larra                             |                  |          |
| 1910 (élect. partielle ?)                              | 1912     | Louis Lambert                          |                  |          |
| 1912                                                   | 1919     | Louis Lambert                          |                  |          |
| 1919                                                   | 1935     | Élie Bravet                            |                  |          |
| 1935                                                   | 1944     | Fernand Perriolat                      |                  |          |
| 1944 (nommé ?)                                         | 1971     | Julien Vicat                           |                  |          |
| 1971                                                   | 1983     | Louis Eymery                           |                  |          |
| 1983                                                   | 1995     | Georges Roibet                         |                  |          |
| 1995                                                   | 2008     | Robert Marion                          | PCF              |          |
| 2008                                                   | 2016     | Alain Vallet                           | (sans étiquette) | retraité |
| 2016 (élect. partielle ?)                              | en cours | Dominique Mombard[source insuffisante] | (sans étiquette) |          |

## Population et société

### Démographie
L'évolution du nombre d'habitants est connue à travers les recensements de la population effectués dans la commune depuis 1881. Pour les communes de moins de 10 000 habitants, une enquête de recensement portant sur toute la population est réalisée tous les cinq ans, les populations de référence des années intermédiaires étant quant à elles estimées par interpolation ou extrapolation. Pour la commune, le premier recensement exhaustif entrant dans le cadre du nouveau dispositif a été réalisé en 2008.

En 2022, la commune comptait 3 404 habitants, en évolution de +9,95 % par rapport à 2016 (Drôme : +2,64 %, France hors Mayotte : +2,11 %).
| 1881 | 1886 | 1891 | 1896 | 1901 | 1906 | 1911 | 1921 | 1926 |
| ---- | ---- | ---- | ---- | ---- | ---- | ---- | ---- | ---- |
| 565  | 578  | 554  | 563  | 550  | 535  | 518  | 543  | 559  |

| 1931 | 1936 | 1946 | 1954 | 1962 | 1968 | 1975  | 1982  | 1990  |
| ---- | ---- | ---- | ---- | ---- | ---- | ----- | ----- | ----- |
| 553  | 554  | 537  | 627  | 825  | 988  | 1 348 | 1 839 | 2 027 |

| 1999  | 2006  | 2008  | 2013  | 2018  | 2022  | - | - | - |
| ----- | ----- | ----- | ----- | ----- | ----- | - | - | - |
| 2 186 | 2 414 | 2 478 | 2 908 | 3 210 | 3 404 | - | - | - |

### Enseignement
La commune relève de l'académie de Grenoble.

## Économie

### Agriculture
En 1992 : vignes, lavandin.

### Commerce et industrie
La commune possède une carrière.

## Culture locale et patrimoine

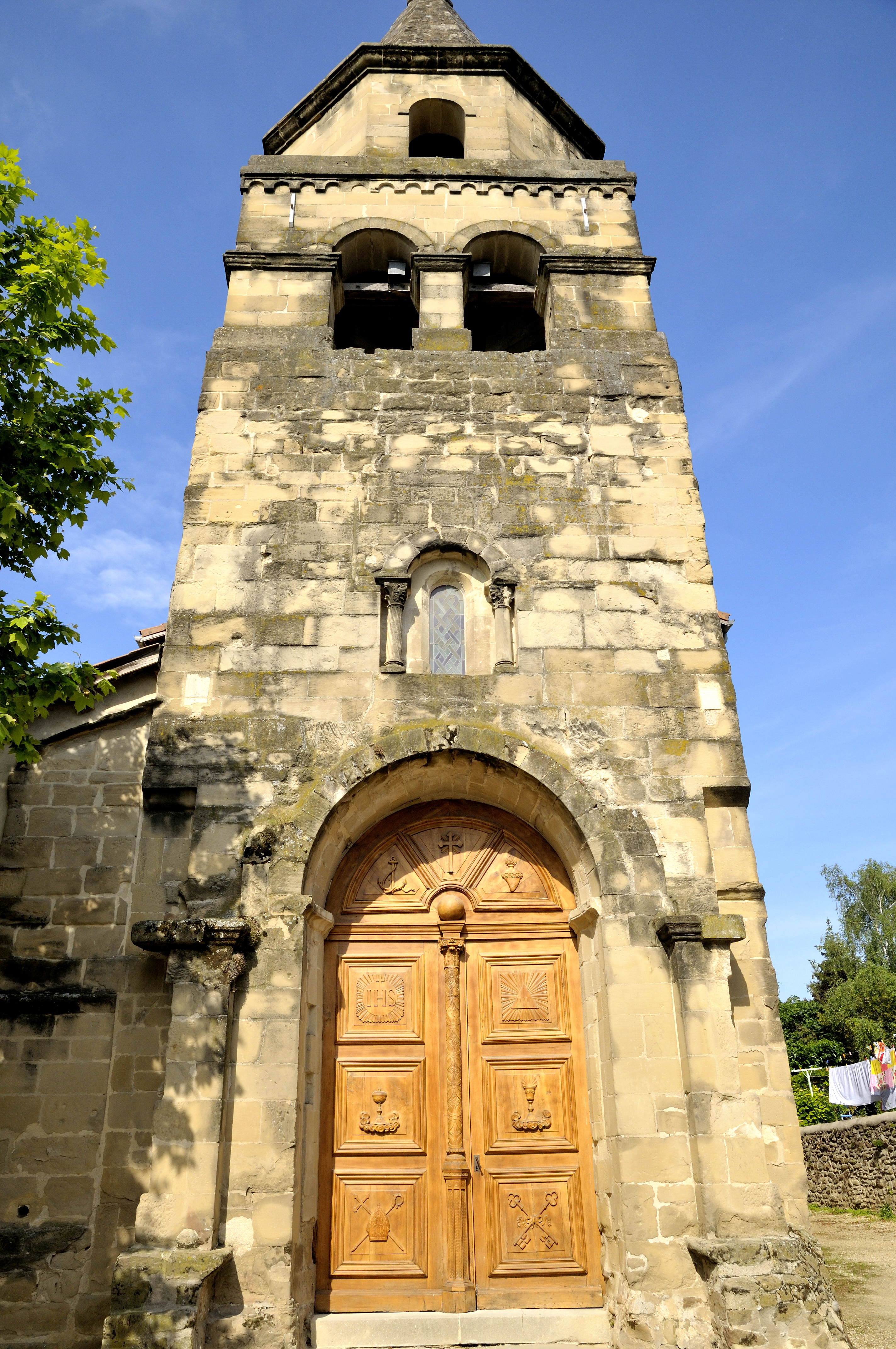
L'église de Mours (clocher-porche).

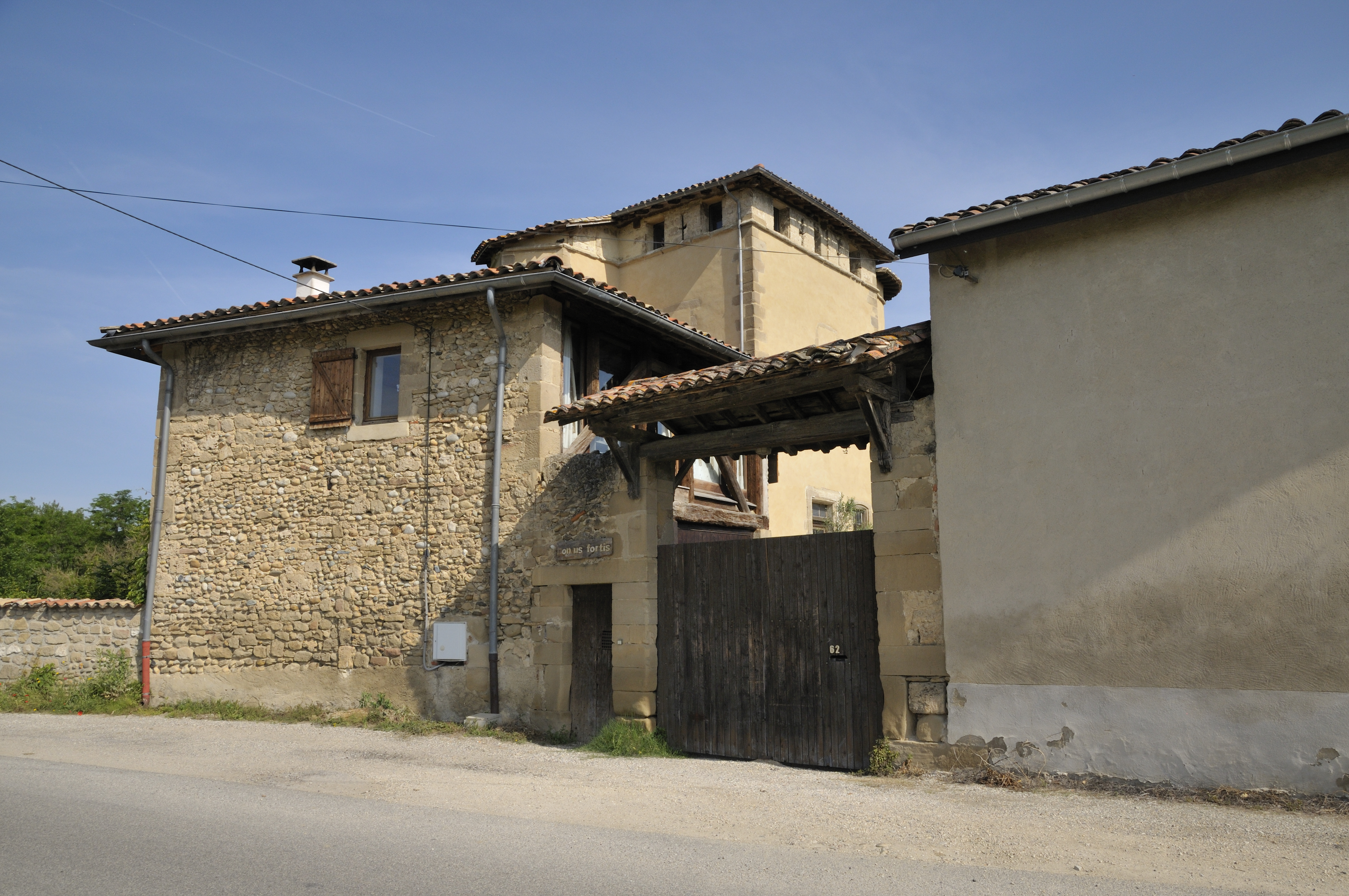
Maison forte de Chaleyre.

### Lieux et monuments
- Pierre à cupules, découverte au sommet du coteau St-Eusèbe, aujourd'hui sur le parvis de l'église.
- Église Notre-Dame de Mours de forme trifoliée, probablement antérieure au Xe siècle : clocher-porche subsistant du premier édifice roman[réf. nécessaire] (MH), nef du XIIIe siècle[17].
- Maison forte de Chaleyre avec donjon carré de 14 mètres de haut[réf. nécessaire].
- Château de la Bouchardière construit au XIXe siècle[réf. nécessaire].
- Statue de la Vierge du Vœu (après 1944) au sommet du coteau St-Eusèbe.

### Patrimoine culturel
- L'église abrite un musée d'art sacré : orfèvrerie, étains, ornements[17], et d'autres objets : vêtements liturgiques, livres, sculptures, peintures, reliquaires, etc., en tout plus de 15 000 objets de cultes[réf. nécessaire].

### Patrimoine naturel
- Étangs de Chaleyre : pêche, chemin de promenade.

### Héraldique, logotype et devise
| Blason de Mours-Saint-Eusèbe | Blason  | Taillé : au 1er coupé émanché d'azur et de sinople, au 2d d'azur à trois burelles ondées d'argent ; le tout sommé d'un chef cousu* de gueules chargé d'une billette couchée d'argent surchargée de neuf tourteaux de sable (pierre à cupules) et accostée de deux coquilles d'or. |
| Blason de Mours-Saint-Eusèbe | Détails | * Ces armes emploient le terme « cousu » dans le seul but de contrevenir à la règle de contrariété des couleurs : elles sont fautives : gueules sur azur. Le statut officiel du blason reste à déterminer.                                                                        |